# Lawrence Hafstad

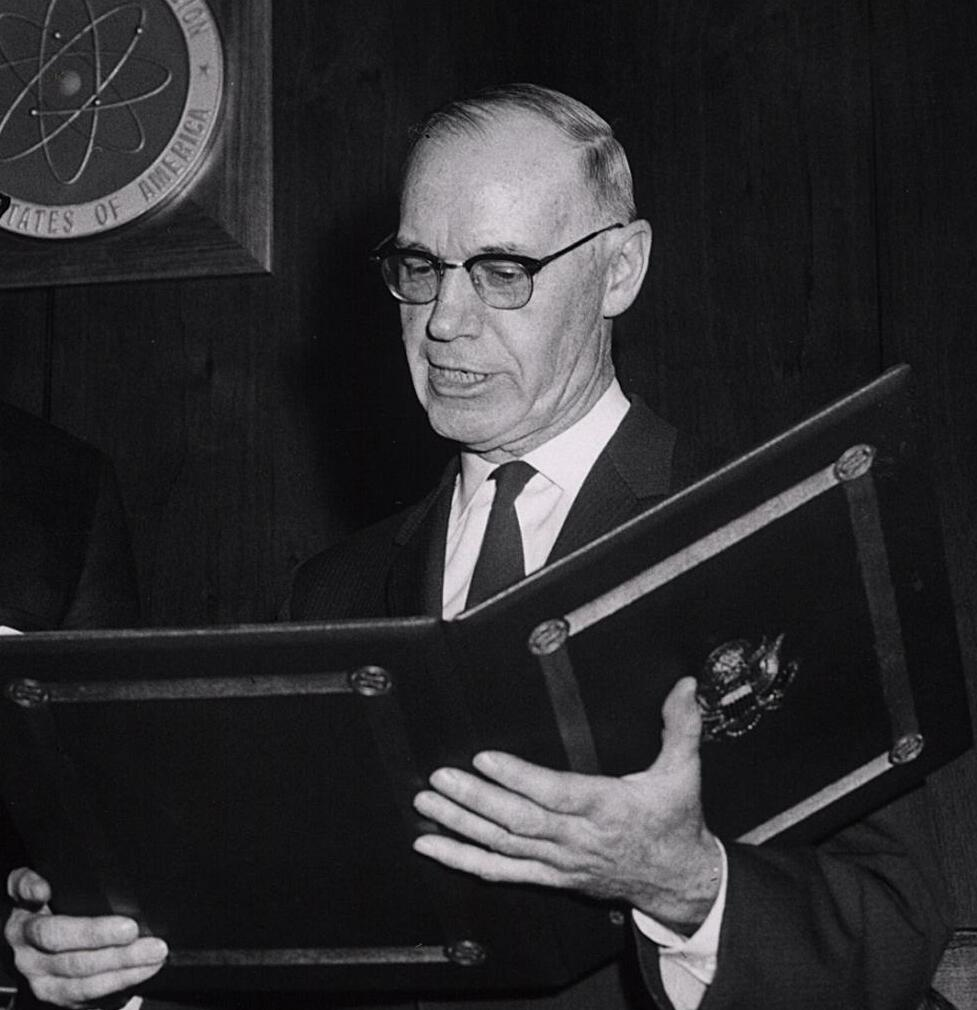
Lawrence R. Hafstad, 1967

Lawrence Randolph Hafstad (* 18. Juni 1904 in Minneapolis; † 12. Oktober 1993 in Oldwick, New Jersey) war ein US-amerikanischer Physiker, der eine bedeutende Rolle in der frühen Entwicklung der Kerntechnik in den USA spielte.

## Leben
Hafstad, der norwegische Vorfahren hatte, studierte an der University of Minnesota (Bachelor-Abschluss in Elektrotechnik 1926) und wurde 1933 an der Johns Hopkins University in Physik promoviert. Dabei arbeitete er schon von 1920 bis 1928 als Ingenieur für die Northwestern Bell Telephone Company. Ab 1928 war er an der Carnegie Institution in Washington, D.C., wo er mit Merle Tuve einen frühen Van-de-Graaff-Generator baute. 
Gleich nach der Entdeckung der Kernspaltung durch Otto Hahn war er in einem der Teams (mit Tuve und Richard Roberts), die die Experimente 1939 in den USA nachvollzogen. 1940 ließ er sich bei der Carnegie Institution freistellen und ging ans Office of Scientific Research and Development, das zur Unterstützung der militärischen Anstrengungen der USA vor deren offiziellem Eintritt in den Zweiten Weltkrieg geschaffen wurde. 
Ab 1942 war er an der Johns Hopkins University, wo er 1942 stellvertretender Direktor und 1946 als Nachfolger von Tuve Direktor des Labors für Angewandte Physik wurde. In dieser Zeit arbeitete er unter anderem an Zündern für Artilleriegranaten (die zum Beispiel in der Ardennenschlacht zum Einsatz kamen), an Überschall-Düsentriebwerken (Ramjet) und Raketensteuerungen. 1947 wurde er Direktor des Institute for Cooperative Research der Johns Hopkins University. 
1947 wurde er Executive Secretary in der Forschungsabteilung des US-Verteidigungsministeriums (und damit Koordinator der gesamten militärischen Forschung der USA) und  von 1949 bis 1955 war er Leiter der Reaktorentwicklungsabteilung in der US Atomic Energy Commission. 1955 war er Direktor der Abteilung Kernenergie der Chase Manhattan Bank und von 1955 bis zu seinem Ruhestand 1969 Vizepräsident der Forschungslaboratorien von General Motors.
1969 bis 1972 war er Vorsitzender des Komitees für Unterwasserkriegführung des National Research Council. In den 1960er Jahren war er außerdem Mitglied des Beratungskomitees der US Atomic Energy Commission und 1964 bis 1968 dessen Vorsitzender.